# Accident vascular cerebral
Un accident vascular cerebral (AVC) o accident cerebrovascular, popularment anomenat atac de feridura (o en tal "s'ha ferit”), sobresang, vessament cerebral o ictus cerebral, és un episodi agut d'afectació de la circulació cerebral; es produeix una lesió irreversible en un territori cerebral a causa de la pèrdua de flux sanguini al cervell, que produeix una sèrie de símptomes i/o signes variables en funció de l'àrea cerebral afectada.
Quan la durada de la pèrdua (o disminució) de reg sanguini és breu (menys d'unes poques hores, antigament 24) i, per tant, no es produeix una lesió irreversible, es parla d'accident isquèmic transitori.
El terme presenta nombrosos sinònims: accident cerebrovascular agut, ictus, ictus cerebral o apoplèctic, apoplexia i, vulgarment, feridura o atac de feridura i mal de sant Joan. Apoplexia és la denominació més científica, i embòlia, era el nom popular fins que l'ictus li 
va prendre el protagonisme.
Apoplexia, del grec ἀποπληξία, apoplēxia, un succés sobtat amb pèrdua de la consciència; també cop o ictus apoplèctic. El terme accident vascular cerebral és una traducció de l'anglès cerebral vascular accident, denominació que en l'actualitat és la més reconeguda pels organismes internacionals de nomenclatures. Tot i així, en anglès el terme utilitzat és stroke.
El que diferencia l'accident vascular cerebral d'altres conceptes similars és la consideració de ser un episodi agut i del tipus d'afectació de les funcions del sistema nerviós central.
La clínica és variada i depèn de l'àrea encefàlica afectada i pot consistir en: hemiparèsia o hemiplegia del costat contrari al territori cerebral afectat, alteracions sensitives, disàrtria, afàsia, apràxia, pèrdua de camps visuals, incontinència d'esfínters, vertigen, mareig, nàusees, entre d'altres.

## Classificació
El principal sistema de classificació d'ictus està centrat en les causes que donen lloc a aquest problema, i queda resumit a continuació.

### Isquèmic
- D'origen vascular: Estenosi de les artèries per vasoconstricció reactiva a multitud de processos ("vasoespasme cerebral").
- D'origen intravascular
  - Trombòtiques: Es forma un coàgul sanguini en una de les artèries que irriguen el cervell, provocant la isquèmia. Aquest fenomen es veu afavorit per la presència de plaques d'arteriosclerosi en les artèries cerebrals.
  - Èmbol: L'èmbol pot ser conseqüència d'un coàgul sanguini format en una vena d'una altra part del cos i que, després de desprendre's totalment o parcialment, viatja cap al cervell a través del torrent sanguini, o bé altre material arribat al torrent circulatori per diferents motius: fractures (embolisme gras), tumors (embolisme metastàtic), fàrmacs o fins i tot una bombolla d'aire. En arribar a les petites artèries cerebrals, l'èmbol queda enclavat quan la seva grandària supera el calibre d'aquestes, donant lloc al fenomen isquèmic.
- D'origen extravascular
  - Estenosi per fenòmens compressius sobre la paret vascular: abscés, quists, tumors, etc.

### Hemorràgic

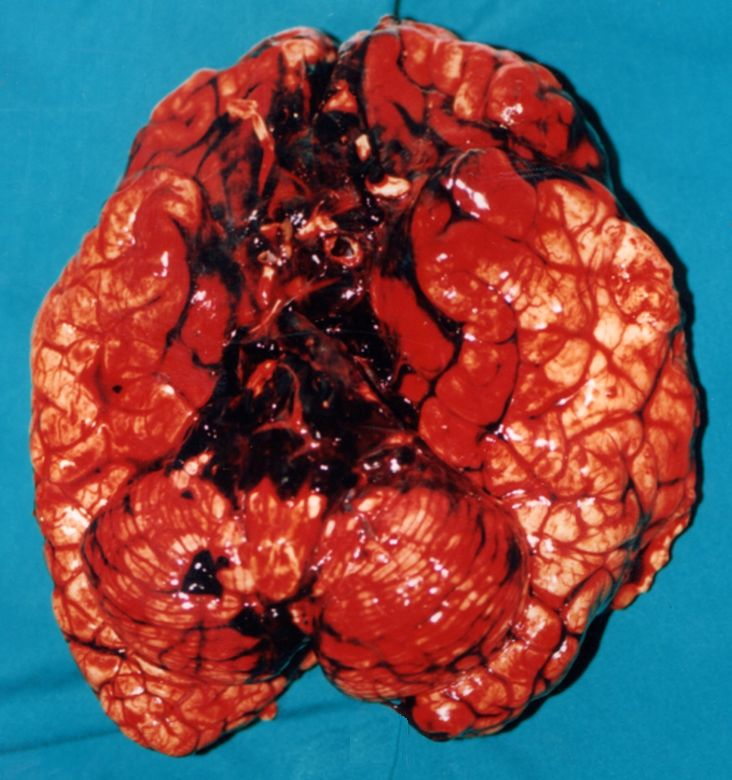
Hemorràgia cerebral massiva

L'hemorràgia condueix a l'ACV per dos mecanismes. D'una banda, priva de reg l'àrea cerebral dependent d'aquesta artèria, però per altra banda la sang extravasada exerceix compressió sobre les estructures cerebrals, inclosos altres vasos sanguinis, la qual cosa augmenta l'àrea afectada. Ulteriorment, a causa de les diferències de pressió osmòtica, l'hematoma produït atrau líquid plasmàtic amb la qual cosa augmenta novament l'efecte compressiu local. És per aquest mecanisme pel que la valoració de la gravetat i el pronòstic d'una hemorràgia cerebral es demora 24 a 48 hores fins a la total definició l'àrea afectada. Les causes més freqüents d'hemorràgia cerebral són la hipertensió arterial i els aneurismes cerebrals.

## Clínica
Molt variada en funció de l'àrea cerebral afectada. Des de símptomes purament sensorials als purament motors, passant pels símptomes sensitivomotors. Els més sovint diagnosticats són els següents:
- Pèrdua de força en un braç o una cama, o paràlisi a la cara.
- Dificultat per expressar-se, entendre el que se li diu o llenguatge inintel·ligible.
- Dificultat per caminar, pèrdua d'equilibri o de coordinació.
- Mal de cap brusc, intens i inusual, gairebé sempre acompanyat d'altres símptomes.
- Pèrdua de la visió en un o dos ulls.

No obstant això, nombrosos quadres d'ACV de baixa intensitat i durada passen desapercebuts per l'anodí de la simptomatologia: parestèsies, debilitat d'un grup muscular poc específic (la seva activitat és suplerta per altres grups musculars), episodis amnèsics breus, petita desorientació, etc. No seria molt forassenyat dir que són aquests símptomes menors els més freqüents, tenint una gran importància, perquè són un bon indicador de la patologia subjacent d'una forma precoç.

## Etiologia
- Accidents isquèmics; també s'anomenen infarts cerebrals. La isquèmia es deu a l'oclusió d'alguna de les artèries que irriguen la massa encefàlica, generalment per arterioesclerosi o bé per un èmbol (embòlia cerebral) que procedeix d'una altra localització; fonamentalment el cor o en altres artèries com les caròtides o l'aorta. Així, pot tenir diversos orígens:
  - Origen cardioembòlic, causada per la formació d'un èmbol, sovint a l'aurícula esquerra del cor, que es desprèn i arriba al cervell.
  - Origen trombòtic, causada per trombosi sanguínia per alentiment del flux sanguini cerebral.
  - Origen hemorràgic, causada per la Hipertensió Arterial (HTA) que provoca microaneurismes.
  - Origen idiopàtic, de causa desconeguda.
- Accidents hemorràgics; també s'anomenen hemorràgia cerebral o apoplexia i es deuen a la ruptura d'un vas sanguini encefàlic a causa d'un pic d'hipertensió o a un aneurisma congènit.

## Prevenció
Donat l'impacte de la malaltia en els atacs de feridura, la prevenció és un assumpte important de salut pública. La prevenció primària és menys eficaç que la prevenció secundària (si es jutja pel nombre necessari a tractar per evitar un atac de feridura per any). Recents estudis aporten les proves sobre la prevenció primària en l'atac de feridura. Com què l'atac de feridura pot indicar ateroesclerosi subjacent, és important determinar el risc del pacient per a altres malalties cardiovasculars com les malalties coronàries. Per contra, l'aspirina protegeix contra el primer atac de feridura en pacients que han patit un infarts de miocardi o pacients amb un risc cardiovascular alt.

### Factors de risc
Els factors de risc modificables més importants de l'atac de feridura són la pressió arterial alta i la fibril·lació auricular). Altres factors de risc modificables són els alts nivells de colesterol en sang, diabetis, consum de tabac (actiu i passiu), alt consum d'alcohol i consum de drogues, manca d'activitat física, obesitat i hàbits alimentaris poc saludables, i contaminació atmosfèrica L'ús d'alcohol podria predisposar a un atac de feridura isquèmic, intracerebral i a hemorràgia subaracnoide via mecanismes múltiples (per exemple mitjançant hipertensió, fibril·lació auricular, trombocitèmia i agregació de plaquetes i trastorns de coagulació). Les drogues més comunament associades amb l'atac de feridura són la cocaïna, les anfetamines que provoquen atac de feridura hemorràgic, però també els medicaments de venda lliure per a la tos i la grip que continguin simpatomimètics.
L'edat és un factor de risc important. El 2012, tan sols el 0,75% de les defuncions per accident vascular cerebral als Estats Units es produïren en persones de menys de 35 anys, mentre que el 84,90% es produïren en individus de 65 anys o més.
Cap estudi de nivell ha demostrat l'eficàcia de mesures orientades a la reducció de pes, promoció d'exercici regular, consum d'alcohol ni reducció o eliminació del tabac. No obstant això, a causa del gran nombre de proves circumstancials, una bona direcció mèdica en la prevenció inclou consells sobre l'ús de règims, exercicis, i la reducció de tabac i alcohol. La medicació o teràpia amb medicaments és el mètode més comú de prevenció dels atacs de feridura; l'endarterectomia carotídia pot ser un mètode quirúrgic útil per a evitar els atacs de feridura.

#### Pressió arterial
La hipertensió arterial suposa un 35-50% de risc d'atac de feridura. Els estudis epidemiologics suggereixen que fins i tot una reducció mínima de la pressió arterial (de 5 a 6 mmHg sistòlic, de 2 a 3 mmHg en el diastòlic) suposaria una reducció d'un 40% de probabilitat d'atacs de feridura. La reducció de la pressió arterial ha estat un factor clar per a evitar atacs de feridura tant isquèmics com hemorràgics. És igualment important en prevenció secundària. Fins i tot els pacients més grans de 80 anys i aquells amb hipertensió sistòlica aïllada es beneficien de la teràpia antihipertensió. Els estudis mostren que la teràpia antihipertensió intensiva ocasiona una reducció del risc més gran. Les proves disponibles no mostren grans diferències en la prevenció de l'atac de feridura entre els medicaments antihipertensius; per tant, s'haurien de considerar altres factors com per exemple la protecció contra altres formes de malaltia cardiovascular.

#### Fibril·lació auricular
Els pacients amb fibril·lació auricular tenen un risc d'un 5% cada any de desenvolupar un accident vascular cerebral, i aquest risc és fins i tot més alt en aquells amb fibril·lació auricular valvular. Depenent del risc d'atac de feridura i per la seva prevenció s'utilitza l'anticoagulació amb acenocumarol (Sintrom) o, menys habitualment, l'antiagregació amb àcid acetil salicílic (Aspirina).

#### Lípids en sang
Els nivells alts de colesterol han estat associats inconsistentment amb els accidents vasculars isquèmics. Les estatines s'han mostrat eficaces en la reducció del risc d'atac de feridura en aproximadament un 15%. Les primeres metanàlisis d'altres fàrmacs hipolipemiants no varen mostrar una disminució en el risc, les estatines podrien exercir el seu efecte a través de mecanismes diferents dels efectes hipolipemiants.

#### Diabetis mellitus
Els pacients amb diabetis mellitus tenen de 2 a 3 vegades més possibilitats de desenvolupar un accident vascular cerebral, i habitualment tenen hipertensió i hiperlipèmia. El control intensiu de la malaltia permet reduir complicacions microvasculars com nefropatia i retinopatia però complicacions no macrovasculars com ataca de feridura.

#### Medicació anticoagulant
Els anticoagulants orals com warfarina han estat el pilar de la prevenció dels atacs de feridura durant més de 50 anys. Tanmateix, uns quants estudis han mostrat que l'aspirina i els antiplaqueta són altament eficaces en la prevenció secundària després d'un atac de feridura o d'un atac isquèmic transitori. Les dosis baixes d'aspirina (per exemple 75-150 mg) són tan eficaces com les dosis altes però tenen menys efectes secundaris; la dosi eficaç més baixa roman desconeguda. Les tienopiridines (clopidogrel, ticlopidina) "podria ser una mica més eficaç" que l'aspirina i tenir un risc baix d'hemorràgia gastrointestinal, però són més cars. El seu rol exacte roman controvertit. La ticlopidina provoca més eflorescències, diarrea, neutropènia i púrpura trombocitopènica trombòtica. El dipiridamole es pot afegir a la teràpia d'aspirines per proporcionar un petit benefici addicional, tot i que el mal de cap és un efecte secundari comú. L'aspirina en dosi baixa és també eficaç per a la prevenció dels atacs de feridura després de tenir un infart miocardial. Els Anticoagulants orals no es recomanen per a la prevenció d'atac de feridura -qualsevol benefici és compensat pel risc d'hemorràgia.
En la prevenció primària, tanmateix, la medicació antiplaqueta no redueix el risc d'atac de feridura isquèmic mentre que sí que augmenta el risc d'hemorràgia. Seran necessaris més estudis per investigar un possible efecte protector de l'aspirina contra l'accident vascular cerebral isquèmic a les dones.

#### Cirurgia
Els procediments quirúrgics com l'endarterectomia carotídia o angioplastia de caròtides es poden fer servir per treure l'estretament arteroscleròtic significatiu (estenosi) de l'artèria caròtide, que proveeix de sang al cervell. Hi ha un gran nombre de proves que donen suport a aquest procediment en determinats casos. Endarterectoma per a una estenosi significativa s'ha mostrat útil en la prevenció secundària després d'un atac de feridura simptomàtic previ. Els stent en artèria caròtide no ha estat mostrat que sigui igualment útil. Els pacients són seleccionats per a la cirurgia basant-se en l'edat, gènere, grau d'estenosi, temps des dels símptomes i les preferències dels pacients. La cirurgia és més eficaç si no es retarda massa temps -el risc d'atac de feridura recurrent en un pacient que té un 50% d'estenosi és un 20% més gran fins després de 5 anys, però l'endarterectomia redueix aquest risc al voltant d'un 5%. El nombre de procediments necessaris per curar un pacient era 5 per a la primera cirurgia (dins de les dues setmanes després de l'atac de feridura inicial), però 125 si es retardava més temps que 12 setmanes.
La cerca preventiva d'estretaments de l'artèria caròtide no s'ha demostrat ser una prova de detecció útil en la població general. Estudis d'intervenció quirúrgica per a l'estenosi d'artèries caròtide sense símptomes han mostrat només una disminució petita en el risc d'atac de feridura. Per a ser beneficiós, la proporció de complicació de la cirurgia s'hauria de mantenir per sota d'un 4%. Fins i tot llavors, per a 100 cirurgies, 5 pacients es beneficiarien d'evitar un atac de feridura, 3 desenvoluparien un atac de feridura malgrat la cirurgia, 3 desenvoluparà atac de feridura o morirà a causa de la cirurgia mateixa, i 89 romandrà lliure d'atac de feridura però també hauria fet això sense intervenció.
En resum:
- És important controlar els factors de risc associats que, fonamentalment, són la hipertensió arterial, la hipercolesterolèmia i la diabetis.
- Evitar el tabac i l'alcohol.
- Fer vida sana: exercici físic, dieta saludable rica en verdures, fruites i greixos poliinsaturats (EPA, DPA, DHA), amb poca sal i evitant elevades quantitats de greixos saturats i sucres (farines).
- Seguir les recomanacions del metge de capçalera, que és qui millor coneix la situació i les malalties de cada individu.
- Evitar l'obesitat i l'excés de pes.

## Història

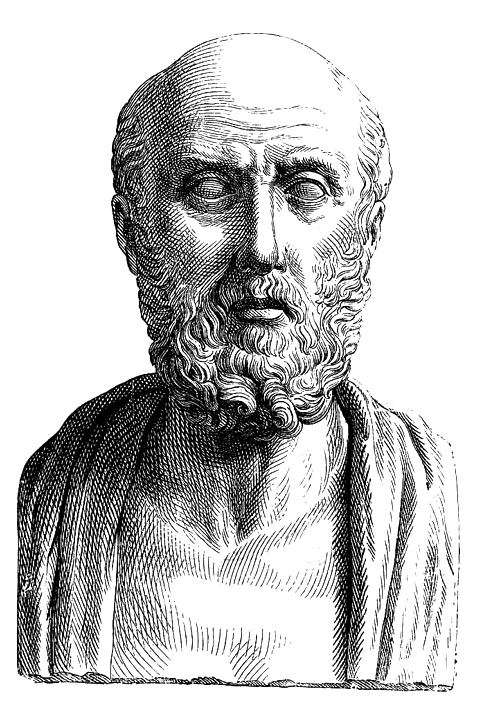
Hipòcrates va ser el primer a descriure l'accident vascular cerebral

Hipòcrates (460 aC- 370 aC) va ser el primer a descriure el fenomen de la paràlisi sobtada que s'associa sovint amb la isquèmia. El terme apoplexia, que deriva de la paraula grega que significa "colpejar amb violència", va aparèixer per primera vegada en escrits d'Hipòcrates.
La paraula accident cerebrovascular s'ha utilitzat com a sinònim d'apoplèctic ja el 1599, i és una traducció bastant literal del terme grec. El 1658, en la seva Apoplexia, Johann Jacob Wepfer (1620-1695) va identificar la causa de l'hemorràgia cerebral quan va suggerir que la gent que havia mort d'apoplexia havia sagnat en el seu cervell. Wepfer també va identificar les principals artèries de subministrament el cervell, les artèries caròtides i vertebrals, i va determinar la causa de l'accident cerebrovascular isquèmic, també conegut com a infart cerebral, quan va suggerir que podria ser una apoplexia causada per un bloqueig als vasos. Rudolf Virchow va descriure per primera vegada el mecanisme de tromboembolisme com un factor important.
Són moltes les grans personalitats de la història que, està documentat, van sofrir una apoplexia. Entre ells podem destacar: Johann Sebastian Bach, Jean-François Champollion, Michael Crichton, Charles Dickens, Caspar David Friedrich, Cary Grant, Gene Kelly, Lenin, Herbert Marcuse, Friedrich Nietzsche, Richard Nixon, Solimà el Magnífic i Ióssif Stalin.